# Peristedion orientale
Peristedion orientale är en fiskart som beskrevs av Temminck och Schlegel, 1843. Peristedion orientale ingår i släktet Peristedion och familjen Peristediidae. Inga underarter finns listade i Catalogue of Life.